# Терентьев, Александр Борисович
Алекса́ндр Бори́сович Тере́нтьев (1932—2006) — советский химик, лауреат Государственной премии СССР.
Родился 16.07.1932.
Окончил химический факультета МГУ им. М. В. Ломоносова (1955).
С 1955 г. работал в ИНЭОС в должностях от старшего лаборанта лаборатории Р. Х. Фрейдлиной до заведующего лабораторией гомолитических реакций элементоорганических соединений (1986—1990), с 1990 ведущий научный сотрудник.
Доктор химических наук, профессор. Специалист в области радикальной химии. Под его руководством разработан и внедрён практически безотходный метод синтеза высших разветвлённых карбоновых кислот.
Соавтор монографии «Радикальная теломеризация» (М., «Химия», 1988).
Лауреат Государственной премии СССР (1986, в составе коллектива) — за цикл работ «Научные основы и новые прогрессивные методы органического синтеза с применением гомолитических реакций» (1961—1984). Заслуженный изобретатель РСФСР.